# Контрада Чезина (Напуљ)
Контрада Чезина је насеље у Италији у округу Напуљ, региону Кампанија.
Према процени из 2011. у насељу је живело 376 становника. Насеље се налази на надморској висини од 81 м.